# Pirosnyakú gyapjasmadár
A pirosnyakú gyapjasmadár (Palmeria dolei)  a madarak osztályának verébalakúak (Passeriformes) rendjébe és a pintyfélék (Fringillidae) családjába tartozó Palmeria nem egyetlen faja.

## Előfordulása
A Hawaiihoz tartozó Maui szigetén honos, Molokai szigetéről már kihalt. A természetes élőhelye szubtrópusi vagy trópusi nedves hegyi erdők.

## Megjelenése
Testhossza 18 centiméter.

## Életmódja
Nektárral, virágokkal, gyümölcsökkel és gerinctelenekkel táplálkozik.

## Fenyegetések
Élőhely pusztulása és megváltozása hatására, valószínűleg csökken a populáció mérete, de a betegségek és a behurcolt állatok (patkány, mongúz, macska) is nagy veszélyt jelentenek.